# Макграт (Аљаска)
Макграт (енгл. McGrath) град је у америчкој савезној држави Аљаска.

## Демографија
По попису из 2010. године број становника је 346, што је 55 (-13,7%) становника мање него 2000. године.
| Група                 | 2000.       | 2010.       |
| Амерички староседеоци | 176 (43,9%) | 127 (36,7%) |
| Белци                 | 168 (41,9%) | 141 (40,8%) |
| Афроамериканци        | 0 (0,0%)    | 0 (0,0%)    |
| Азијати               | 3 (0,7%)    | 2 (0,6%)    |
| Хиспаноамериканци     | 4 (1,0%)    | 9 (2,6%)    |
| Укупно                | 401         | 346         |